# Виборчий округ 185
Виборчий округ 185 — виборчий округ в Херсонській області. В сучасному вигляді був утворений 28 квітня 2012 постановою ЦВК №82 (до цього моменту існувала інша система виборчих округів). Окружна виборча комісія цього округу розташовується в будівлі Каховської міської ради, районної ради і районної державної адміністрації за адресою м. Каховка, вул. Велика Куликовська, 103.
До складу округу входять місто Каховка, а також Верхньорогачицький, Генічеський, Іванівський, Каховський, Нижньосірогозький, Новотроїцький райони, частина Чаплинського району (селищна рада Асканія-Нова та територія на північний захід від неї). Виборчий округ 185 межує з округом 186 на південному заході, з округом 184 на північному заході, з округом 37 і округом 35 на півночі, з округом 79 на північному сході, з округом 81 на сході та обмежений узбережжям Азовського моря на південному сході і узбережжям затоки Сиваш на півдні. Виборчий округ №185 складається з виборчих дільниць під номерами 650142-650160, 650183-650201, 650203-650234, 650306-650322, 650341-650393, 650414-650455, 650534-650538, 650544-650546, 650548, 650562-650573 та 650575-650583.

## Народні депутати від округу
| Ім'я                             | Фото | Партія               | Скликання | Дата набуття повноважень | Дата припинення повноважень |
| -------------------------------- | ---- | -------------------- | --------- | ------------------------ | --------------------------- |
| Опанащенко Михайло Володимирович |      | Партія регіонів      | 7-ме      | 12 грудня 2012           | 27 листопада 2014           |
| Хлань Сергій Володимирович       |      | Блок Петра Порошенка | 8-ме      | 27 листопада 2014        | 29 серпня 2019              |
| Іванов Володимир Ілліч           |      | Слуга народу         | 9-те      | 29 серпня 2019           |                             |

## Результати виборів

### Парламентські

#### 2019
Кандидати-мажоритарники:
- Іванов Володимир Ілліч (Слуга народу)
- Філіпчук Павло Ігорович (Опозиційна платформа — За життя)
- Хлань Сергій Володимирович (самовисування)
- Кістечок Олександр Дмитрович (Батьківщина)
- Мясникян Вегандз Деренікович (самовисування)
- Романій Михайло Дмитрович (Опозиційний блок)
- Цінський Денис Миколайович (Радикальна партія)
- Ніколенко Микола Валентинович (самовисування)
- Воробйов Олександр Степанович (самовисування)
- Пампуха Геннадій Геннадійович (самовисування)
- Мельник Михайло Андрійович (Партія місцевого самоврядування)
- Давидюк Сергій Петрович (Разом сила)

#### 2014
Кандидати-мажоритарники:
- Хлань Сергій Володимирович (Блок Петра Порошенка)
- Кістечок Олександр Дмитрович (самовисування)
- Збаровський Петро Миколайович (Сильна Україна)
- Мельничук Володимир Сергійович (Комуністична партія України)
- Бериславський Володимир Миколайович (Опозиційний блок)
- Зікранець Олександр Степанович (самовисування)
- Ходорковський Данило Михайлович (самовисування)
- Бертов Євген Вікторович (Радикальна партія)
- Погорілий Віктор Іванович (Батьківщина)
- Стефанюк Володимир Йосипович (самовисування)

#### 2012
Кандидати-мажоритарники:
- Опанащенко Михайло Володимирович (Партія регіонів)
- Хлань Сергій Володимирович (Україна — Вперед!)
- Ніколаєнко Станіслав Миколайович (Об'єднані ліві і селяни)
- Тарановський Анатолій Федорович (Комуністична партія України)
- Пінаєв Олександр Вікторович (самовисування)
- Василенко Борис Олексійович (Свобода)
- Ячменьов Володимир Миколайович (УДАР)
- Коваленко Едуард Володимирович (Соціал-Патріотична Асамблея Слов’ян)
- Вєтрова Ірина Вікторівна (Соціалістична партія України)
- Бойко Володимир Михайлович (самовисування)
- Єрьоменко Олег Анатолійович (самовисування)
- Мартиненко Олег Анатолійович (самовисування)
- Сопрун Сергій Іванович (самовисування)
- Яковенко Андрій Олександрович (самовисування)

## Явка
Явка виборців на окрузі: